# 1374年
| 千纪： | 2千纪 |
| 世纪： | 13世纪 \| 14世纪 \| 15世纪                                                                                 |
| 年代： | 1340年代 \| 1350年代 \| 1360年代 \| 1370年代 \| 1380年代 \| 1390年代 \| 1400年代                           |
| 年份： | 1369年 \| 1370年 \| 1371年 \| 1372年 \| 1373年 \| 1374年 \| 1375年 \| 1376年 \| 1377年 \| 1378年 \| 1379年 |
| 纪年： | 甲寅年（虎年）；明洪武七年；北元宣光四年；越南隆慶二年；日本南朝文中三年，北朝應安七年                     |

## 大事记
- 明朝置朵甘行都指揮使司與烏思藏行都指揮使司，撤銷福建泉州、浙江明州、廣東廣州三市舶司。
- 百年战争休战。
- 明太祖將在應昌俘獲的元昭宗之子買的裡八剌送還北元，招諭修好。
- 9月7日——明太祖朱元璋親自前往南京歷代帝王廟祭祀三皇、五帝、夏禹王、商湯王、周武王、漢高祖、漢光武帝、隋文帝，唐太宗、宋太祖、元世祖一共十七位帝王。
- 6月24日，舞蹈病在亚琛爆发，可能由于麦角中毒引起。
- 在恭愍王被弑之后，高丽禑王为守门下侍中李仁任拥立为王，时年十岁。
- 贡比涅城堡的王家居所在法国建成。

## 出生
- 朱桂，明代简王，明太祖朱元璋第十三子。
- 朱雄英，明朝追封虞王，懿文太子朱标的嫡长子。

## 逝世
- 3月12日 - 後光嚴天皇（1338年3月23日-1374年3月12日），日本南北朝時代北朝第四代天皇。
- 7月19日 - 弗朗切斯科·彼特拉克（1304年7月20日－1374年7月19日），義大利學者、詩人、人文主義者。
- 12月1日 - 马格努斯七世（1316年－1374年12月1日），挪威國王、瑞典國王。
- 高麗恭愍王
- 谢赫·乌畏思（? - 1374年），札剌亦儿王朝君主。
- 方国珍（1319年－1374年），元末義軍领袖。
- 倪瓒，中國國畫家（1301年出生，73岁）